# Juan de la Cueva

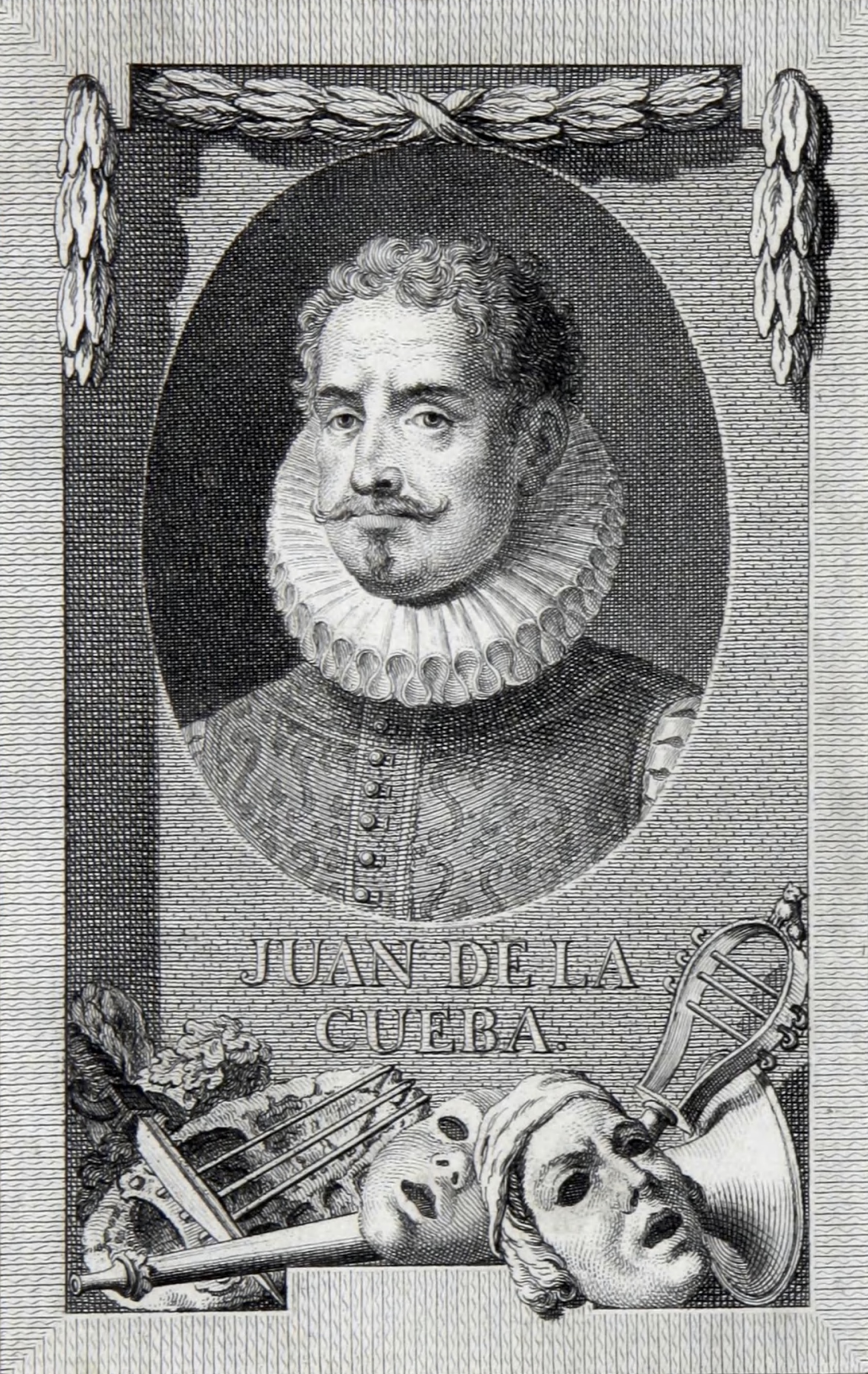
Juan de la Cueva.

Juan de la Cueva, född 23 oktober 1543 i Sevilla, död 1612, var en spansk dramatiker.
Cueva har betydelse främst som reformator av dramat, vilket han själv framhöll i sin poetik Ejemplar poético 1606. Visserligen överdriver han där något sin egen betydelse, men likafullt har han banat väg för de stora dramaturgerna på 1600-talet. För sina egna comedias valde han helst nationella ämnen som Siete infante de Lara, Bernardo del Carpio med flera. Cueva har även skrivit karaktärskomedier av värde, såsom El infamador, en förebild till Don Juan. Bland hans berättelser märks, Romances historiales och Bética conquistada och hans didaktisk-allegoriska Viaje de Sannio.